# Åsa Romson
Åsa Romson (Salem, 22 de março de 1972) é uma ex-política sueca, do Partido Verde. 
Nasceu em Salem, na Suécia, em 1972.
Foi deputada do Parlamento da Suécia - o Riksdagen, desde 2010 a 2017. 
Partilhou em 2011-2016 a liderança do Partido Verde com Gustav Fridolin.
Foi Vice-Primeira-Ministra e Ministra do Clima e do Ambiente no Governo Löfven, entre 2014 e 2016. 